# Autoretrat de Dürer (Alte Pinakothek)
L'Autoretrat de Dürer és una obra del pintor alemany Albrecht Dürer feta el 1500, quan tenia 29 anys. Es conserva a l'Alte Pinakothek de Múnic. Encara que existeixen altres autoretrats, el més famós d'ells és el que es conserva al Museu del Prado de Madrid, de 1498.
Fa 67 cm d'alt per 49 cm d'ample. També se'l coneix com a Autoretrat amb vestit de pell.

## Descripció
Aquesta obra va ser realitzada el 1498, quan Dürer tenia 27 anys, com a figura en la inscripció a la part dreta superior del quadre. No obstant això, aquest home que veiem aquí sembla major. Se li veu frontalment, vestit de pellissa, amb llargs cabells i una expressió seriosa i serena, recordant un «Ecce homo». Si algú que el veiés i no sabés que és un autoretrat de Dürer, pensaria que és Crist, amb els cabells daurats emmarcant un rostre allargat i serè, recordant la iconografia de Jesucrist.
Les faccions, la cara, però sobretot la mirada són profundes. Els ulls verds estan una mica enfonsats, amb la mirada «sincera, noble i honesta».
Molt pocs quadres han arribat a transmetre tal efecte i Dürer ho ha aconseguit amb el seu propi rostre.
Primer hi ha el fons fosc que dona un efecte de silenci. Tot sembla quietud. La cara de Dürer sobresurt dramàticament. Tot, des del cabell daurat fins a les mans són calma. Està vestit amb una batí de color cafè, de vellut i llana, molt usat i trencat, com es pot veure en el braç dret, del qual es deixa veure una part del vestit que Dürer porta en l'autoretrat de 1493.
La seva mà acaricia la bata amb suavitat. La llum és escassa, però arriba del costat esquerre del quadre i és l'únic focus que il·lumina l'escena. Aquesta postura de la mà tocant el pit recorda igualment les representacions de Crist, reflectint a un temps la bondat de l'artista.
El detall és sorprenent. Novament, Dürer treballa àrduament en els seus cabells, pels quals està obsessionat, i els confereix tot el realisme i detallisme que li és possible. La minuciositat en el tractament del cabell és típica de Dürer.

Aquest quadre 
| « | És inquietant i el seu misteri no s'aclarirà probablement mai. Dürer es representa frontalment com una espècie de Crist sorgit de les tenebres, en un despullament monumental, amb llargues trenes daurades que provocaven el sarcasme dels venecians. Identificació del geni de l'artista amb el geni creador diví, professió de fe en el classicisme del Renaixement, monument idealitzat de la seva pròpia glòria? El problema segueix sense ser resolt. B. Zumthor | » |

Aquest quadre no és simètric i això se sap gràcies a la llum que li arriba d'un costat sol, i solament posa una mà en l'abric.

## Altres autoretrats

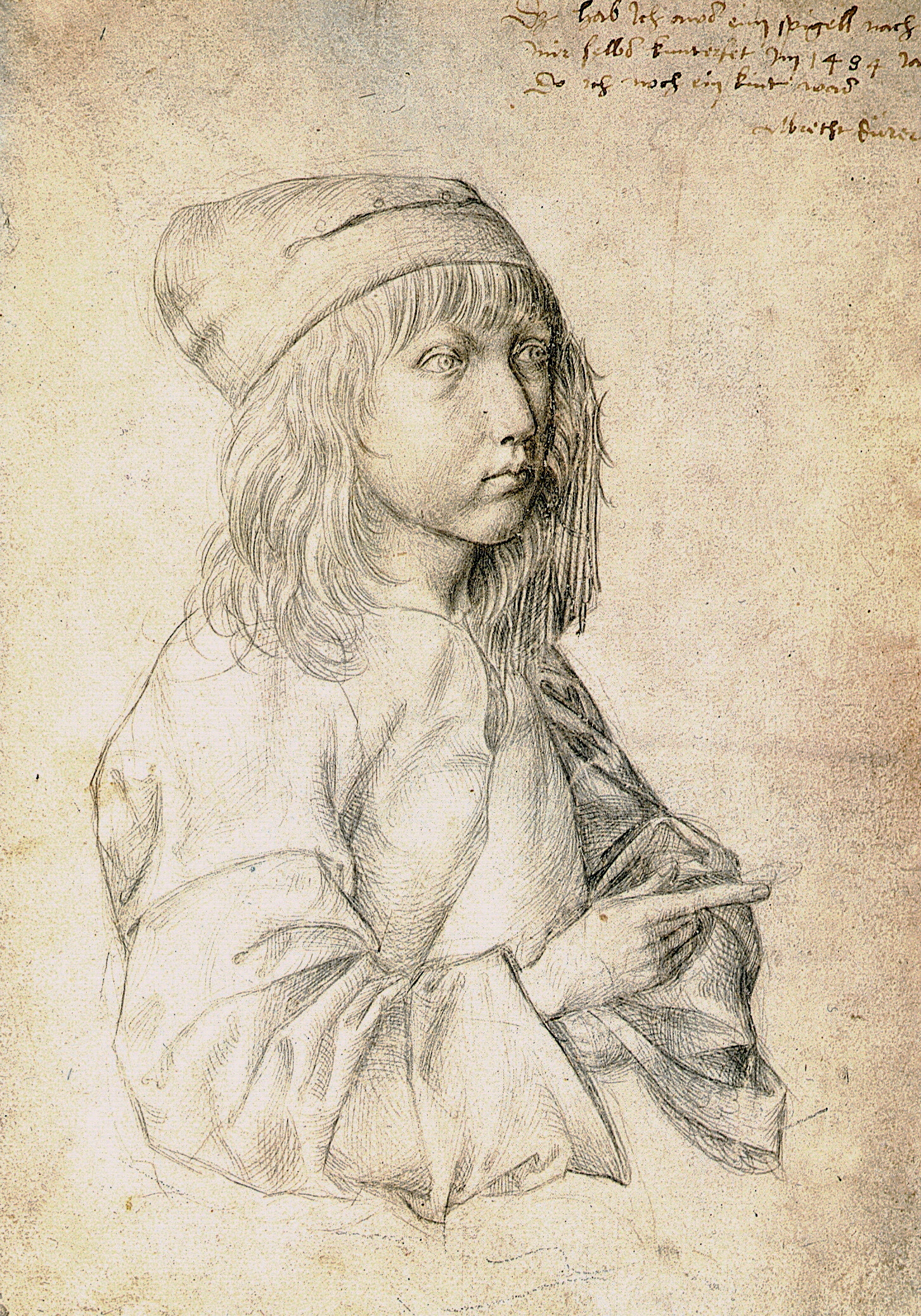
Autoretrat, Albertina, 1484
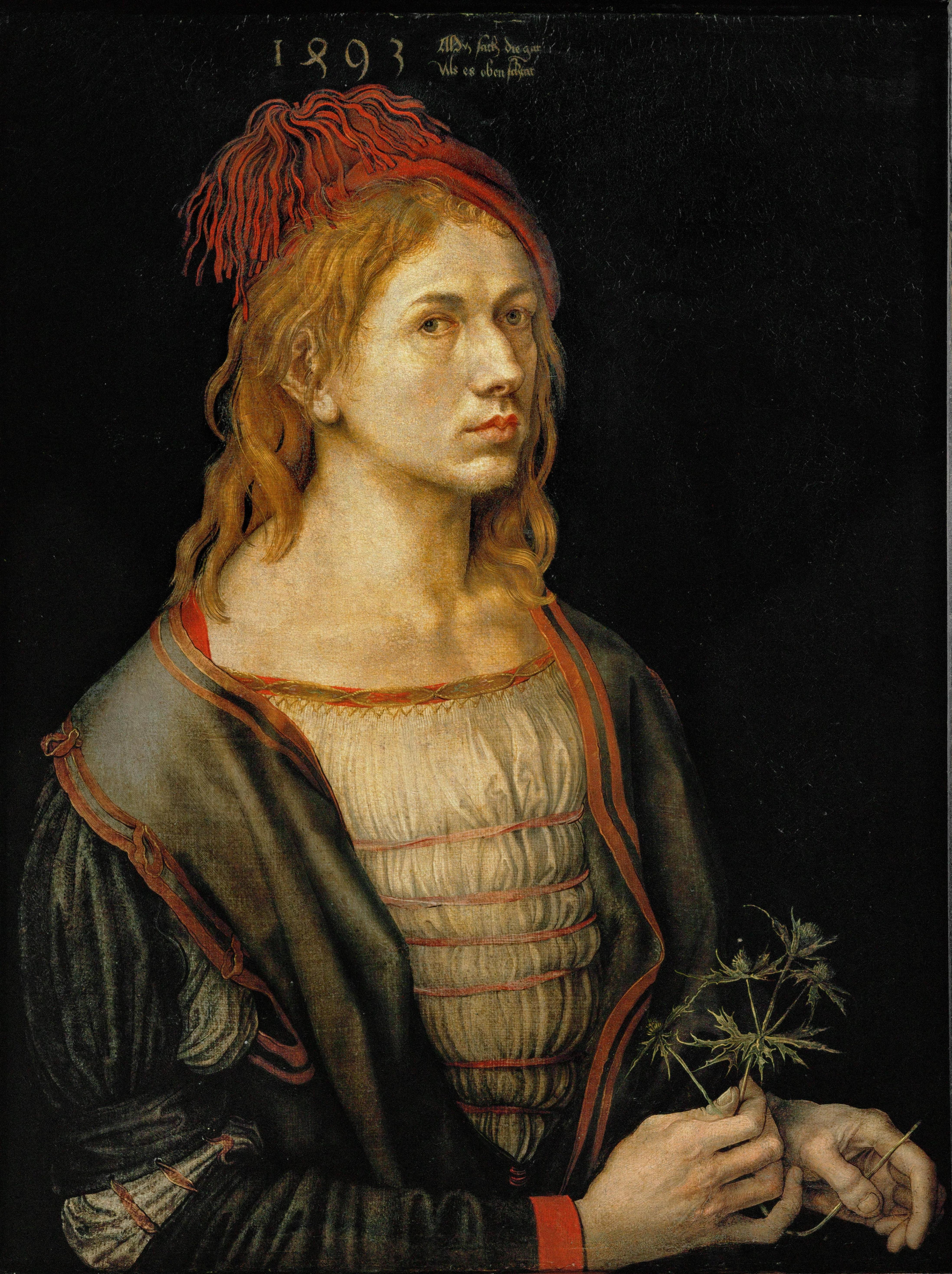
Autoretrat, Museu del Louvre, 1493
Autoretrat, Museu del Prado, 1498